# Thripophaga amacurensis
A Thripophaga amacurensis a madarak (Aves) osztályának verébalakúak (Passeriformes) rendjébe és a fazekasmadár-félék (Furnariidae) családjába tartozó faj.

## Rendszerezése
A fajt Steven L. Hilty és Andrew Whittaker írták le 2013-ban.

## Előfordulása
Venezuela területén, a Delta Amacuro államban honos. Természetes élőhelyei a szubtrópusi és trópusi mocsári erdők. Állandó nem vonuló faj.

## Megjelenése
Átlagos testhossza 17 centiméter, testtömege 26–30 gramm.

## Természetvédelmi helyzete
Az elterjedési területe nagyon kicsi és az erdőirtások miatt még csökken is, emiatt egyedszáma is csökken. A Természetvédelmi Világszövetség Vörös listáján veszélyeztetett fajként szerepel.